# Шуми (Тульчинський район)
Шуми́ — село в Україні, у Городківській сільській громаді Тульчинського району Вінницької області.
Населення становить 142 особи.
Поштове відділення — Вербське.

## Історія
Село відоме з 1500 року.
7 (20) листопада 1917 року, відповідно до Третього Універсалу Української Центральної Ради, увійшло до складу Української Народної Республіки.
12 червня 2020 року, відповідно до Розпорядження Кабінету Міністрів України від  № 707-р «Про визначення адміністративних центрів та затвердження територій територіальних громад Вінницької області», увійшло до складу Городківської сільської громади.
19 липня 2020 року, в результаті адміністративно-територіальної реформи та ліквідації Крижопільського району, село увійшло до складу Тульчинського району.

## Населення

### Мова
Розподіл населення за рідною мовою за даними перепису 2001 року:
| Мова       | Відсоток |
| ---------- | -------- |
| українська | 98,59%   |
| румунська  | 1,41%    |

## Пам'ятки природи
- Шумський заказник — ботанічний заказник місцевого значення.

## Соціальна сфера
Є клуб і фельдшерський пункт (станом на 2012 рік).

## Господарство
У радянський період тут існував колгосп ім. Жданова, центральна садиба якого містилася у Вербці.